# Austrodecus kelpi
Austrodecus kelpi là một loài nhện biển trong họ Austrodecidae. Loài này thuộc chi Austrodecus. Austrodecus kelpi được miêu tả khoa học năm 1977 bởi Pushkin.